# 香山哲
香山 哲（かやま てつ、1982年1月8日 - ）は、日本の漫画家、イラストレーター、ゲームクリエイター、ライター、作家。兵庫県生まれ、ドイツベルリン在住。信州大学理学部生物科学科卒、神戸大学大学院医学系研究科中退。
2009年にlivedoorデイリー4コマグランプリ季間賞受賞。2013年に第17回文化庁メディア芸術祭マンガ部門審査員推薦作品に入選。

## 人物
漫画雑誌『漫画少年ドグマ』などの本を発行する自主出版社レーベル『ドグマ出版』主宰。
トーンを使わないことが多くメリハリのあるデフォルメの強い絵が特徴。また吹き出し等の文字を写植するのではなく、レタリングして書く。
山崎製パンのランチパックの味やパッケージに描かれている妖精について分析した『ランチパックの本』の著者。
コンピュータゲームはスマートフォンアプリの開発の他、mixiやMobage、GREEへの提供も行う。
フリーペーパーやミニコミ出版のイベント『パブリッシュゴッコ』を不定期で開催。
ポータルサイト「エキサイト」のレビューコーナー『エキレビ!』で本やゲームを紹介する記事を執筆している。
また、近年は3Dにも興味を持っており、過去に自作のおばけ42体を赤青3D（アナグリフ）で表現する展示「香山哲の赤青3Dおばけ展」を大阪と東京で開催した。

## 作品リスト

### 漫画
- 弾けないレイラが弾くんだぜ（リットーミュージック『ギター・マガジン』2008年5月号 - 2011年4月号、連載）
- 実録!貧乏クリエイター闇雲二画（「マンガナビ」（漫画情報サイト）2008年10月 - 2011年4月）
- 香山哲のブログ改善命令（ライブドア「デイリー4コマ」コンテンツ内、4コマ漫画、2009年）
- 懲役四コマ（ライブドア「デイリー4コマ」コンテンツ内、4コマ漫画、2010年、連載）
- 「アドリブがとぎれない50のルール」（四月朔日義昭著・リットーミュージック）漫画
- ベルリンうわの空（「ebookjapan」2018年10月3日 - 2019年8月21日[8]）
- ベルリンうわの空 ウンターグルンド（「ebookjapan」2019年9月18日[3] - 2020年8月4日[9]）
- ベルリンうわの空 ランゲシュランゲ（「ebookjapan」2020年11月4日[10] - 2021年9月1日[11]） - 『ベルリンうわの空』シリーズの完結編[10]
- レタイトナイト（「路草」[12]、連載）

### イラスト
- 福岡市立青年センター「くうきプロジェクト」表紙（2013年 - 2014年）
- 「目で見て確認DVD ウクレレ」（いちむらまさき著・リットーミュージック）イラスト
- 「くそつまらない未来を変えられるかもしれない投資の話」[13]（ヤマザキOKコンピュータ著・タバブックス）イラスト

### コラムなど
- クイック・ジャパン（太田出版）76号 78号 79号 80号 82号 84号
- エキレビ!（エキサイトニュース）2010年 -
- ウレびあ総研 2011年 - 2012年

### 書籍
- 『ランチパックの本』アストラ社、2010年11月1日、ISBN 978-4901203456
- 『ベルリンうわの空』イースト・プレス[14]、2020年1月15日発売[15]、ISBN 978-4-7816-1849-4
- 『ベルリンうわの空 ウンターグルンド』イースト・プレス、2020年10月17日発売[3][16]、ISBN 978-4-7816-1927-9
- 『ベルリンうわの空 ランゲシュランゲ』イースト・プレス、2021年11月8日発売[17]、ISBN 978-4-7816-2024-4
- 『香山哲のプロジェクト発酵記』イースト・プレス、 2022年11月17日発売、ISBN 978-4-7816-2131-9
- 『レタイトナイト』トゥーヴァージンズ〈路草コミックス〉、2024年[18] - 、既刊1巻（2024年5月8日現在）

### ゲーム
- 2012年1月:「よくわかる天地創造forGREE」（スマートフォンゲーム）
- 2012年4月:「ロボの中トロ」（スマートフォンゲーム）
- 2012年8月:「利子20階」（スマートフォンゲーム）

### メディア
- 神戸新聞 2010年5月7日「コラボレートショー」/2010年12月5日「兵庫人」
- J-WAVE「パークインザスカイ」ランチパッカーとして
- 読売テレビ「もってる!?モテるくん」ランチパッカーとして
- 西村ツチカの個展「クマよけの鈴」にて開催のトークショー「第一回 新春シカノーベル賞」2014年1月25日[2]
- 配信イベント「『ベルリンうわの空』ができるまで」2021年6月9日[19]
- オンライントークイベント「ベルリンでも大阪でも、ぼくらの生活はつづく」2021年12月5日[20]